# Sandra Glover
Sandra Glover (Palestine (Texas), Estados Unidos, 30 de diciembre de 1968) es una atleta estadounidense, especialista en la prueba de 400 m vallas, en la que ha logrado ser subcampeona mundial en 2003.

## Carrera deportiva
En el Mundial de París 2003 ganó la medalla de plata en 400 m vallas, tras la australiana Jana Pittman y por delante de la rusa Yulia Pechenkina.
Y dos años más tarde, en el Mundial de Helsinki 2005 ganó la medalla de bronce en la misma prueba, con un tiempo de 50.32 segundos que fue su mejor marca personal, tras de nuevo la rusa Yulia Pechenkina y su compatriota la también estadounidense Lashinda Demus.